# Jácara

Texto de la jácara El Borracho Burlado, escrita por el Conde de Peñaflorida y publicada en 1764.

La jácara es uno de los géneros satíricos que se representaban en el entreacto de las comedias del Siglo de Oro español, en forma de romance octosílabo. Posteriormente ha dado nombre a varias composiciones populares de tipo similar en todo el territorio hispanohablante.

## Historia
Su nombre proviene de jaque, "malhechor, rufián, valentón". Antes de ser representada, la jácara ya existía como composición poética en romance, con el mismo tono y tema antes referido, y de ahí pasó al segundo entreacto de una comedia, en el cual era lo normal que se representaran pequeñas composiciones, que podían ser bailes, loas, entremeses, etcétera. La jácara era uno de estos géneros.
Su creador parece haber sido Rodrigo de Reinosa, heterónimo de Rodrigo de Linde, que escribió en el último cuarto del siglo XV su Razonamiento por coplas en que se contrahace la germanía e fieros de los rufianes e las mujeres del partido; e de un rufián llamado Cortaviento y ella Catalina Torres-Altas. Fechas por Rodrigo de Reynosa, compuestas en forma de quintillas dobles. Pero en un principio alternan dos tipos de jaques: las personificaciones del soldado valentón o fanfarrón o tópico renacentista del miles gloriosus y el criminal chulo emparejado con una daifa o tronga a la que cuida y que lo mantiene. Desde la Relación de la cárcel de Sevilla de Cristóbal de Chaves (1591-1592) el género se centra en personajes claramente del hampa y al margen de la sociedad. Lo cultivaron después Álvaro de Solana, Pedro de Padilla, Pedro Liñán de Riaza y Miguel de Cervantes. La primera colección impresa fue la de Juan Hidalgo, Romances de germanía (Barcelona, 1609), pero el que fijó el género fue sin duda Francisco de Quevedo con su Jácara del Escarramán (1612), que presentaba al personaje y se hizo famosísima, conociendo infinidad de glosas e imitaciones. El género alcanza su madurez justo en 1650, a mitad del siglo XVII.
Los personajes solían ser delincuentes, pícaros, chulos, guapos o gente del mundo del hampa. Destaca el agudo humor y el dominio de la jerga de los bajos fondos (germanía o jerigonza), que provocaba la hilaridad con crítica social. También era propio un tono especial al cantar, el tono "de jácara o de jacarilla", característico de esta composición. Algunos de los personajes que se caracterizaban como "jaques" o chulos fueron Cortaviento, Pedro de Castro, Cantarote, Montilla, el famoso Maladros, "padre fundador" de jaques, Escarramán y la Méndez, la famosísima pareja creada por Quevedo, etc. 
Miguel de Cervantes, en su comedia El rufián dichoso (I, 176-185), describe una jácara de esta manera:
Es un romance jácaro / que le igualo y le comparo / al mejor que se ha compuesto: / echa de la hampa el resto / en estilo jaco y raro. / Tiene vocablos modernos / de tal manera que encantan; / unos bravos y otros tiernos; / ya a los cielos se levantan / ya bajan a los infiernos
Calderón de la Barca, Francisco de Quevedo (cuyas jácaras destacan sobre las demás), Juan Vélez de Guevara y muchos otros cultivaron el género. 
Ya está metido en la trena
tu querido Escarramán... (Francisco de Quevedo).
El jesuita y poeta José Antonio Butrón y Mújica (1657-1734) escribía:
Matan a diestro y siniestro,
matan de noche y de día,
matan al Ave María,
y matarán al Padre Nuestro.
La jácara evolucionó, parodiando con frecuencia la hagiografía divina, hasta el punto de que se la ha llegado a llamar "hagiografía germanesca" en autores como Jerónimo de Cáncer y Antonio de Solís, y se convirtió en el siglo XVIII en el romance de guapos, bandoleros o contrabandistas, destacando en especial los siete famosos romances de Francisco Esteban.

## Jácara musical
Durante los siglos XVII y XVIII, la jácara fue también un estilo musical de carácter instrumental. Destacan las jácaras para guitarra de cinco órdenes (hoy llamada "guitarra barroca") de los compositores Antonio de Santa Cruz, Gaspar Sanz, Francisco Guerau y Santiago de Murcia; así como jácaras para arpa de dos órdenes de Lucas Ruiz de Ribayaz, y para tecla de Juan Bautista Cabanilles y Antonio Martín y Coll.
Al igual que el canario, el villano y las marionas, las jácaras gozaron de una predilecta posición entre las danzas españolas de su tiempo.
En los archivos musicales hispanoamericanos también se conservan jácaras: por ejemplo, la jácara de Roque Cerutti (1683-1760), compuesta en Lima, "Según veo el aparato".